# Chris Polk
Chris Polk (San Pedro, 16 dicembre 1989) è un giocatore di football americano statunitense che gioca nel ruolo di running back per gli Houston Texans della National Football League (NFL). Al college ha giocato a football all’Università di Washington.

## Carriera professionistica

### Philadelphia Eagles
Polk non fu scelto nel Draft NFL 2012 ma firmò il 28 aprile 2012 coi Philadelphia Eagles. Debuttò come professionista nella settimana 1 della stagione 2012 contro i Cleveland Browns. Nel corso della stagione fu il quarto running back nelle gerarchie della squadra, disputando 7 partite, nessuna delle quali come titolare.
Il primo touchdown in carriera, Polk lo segnò nella settimana 4 della stagione 2013 contro i Denver Broncos.
Nella settimana 3 della stagione 2014 contro i Washington Redskins, Polk ritornò un kickoff per 102 yard in touchdown, contribuendo alla terza vittoria consecutiva degli Eagles. Il primo touchdown su corsa della stagione lo segnò nella settimana 9 contro gli Houston Texans.

### Houston Texans
Il 28 aprile 2015, Polk firmò un contratto di un anno con gli Houston Texans.

## Statistiche
| Partite totali      | 36  |
| Partite da titolare | 0   |
| Yard su corsa       | 270 |
| Touchdown su corsa  | 7   |

Statistiche aggiornate alla stagione 2014